# Kakhaber II de Gourie
Kakhaber II de Gourie (Kakhaber II Gurieli en géorgien : კახაბერ II გურიელი; mort 1483), de la maison Gouriel, est eristavi (c'est-à-dire duc) 
de Gourie d'environ 1469 jusqu'à sa mort en 1483.

## Biographie
Kakhaber Gurieli est le fils de Mamia Gurieli et comme son père et prédécesseur, il est engagé dans la phase finale de la guerre civile qui aboutit à la dissolution du royaume de Géorgie. L'origine du conflit dans la décennie 1460, est l'affrontement du roi Georges VIII de Géorgie avec deux dynastes locaux Bagrat II d'Iméréthie, prétendant au trône de Géorgie sous le nom de Bagrat VI, et Qvarqvaré III Jakéli, duc de Samtskhé. Kakhaber accorde son appui à ces derniers et en récompense, Qvarqvaré lui cède ses droits sur les provinces d'Adjara et de Lazistan que le Gouriel conquiert par la force des armes, décimant ou expulsant les nobles restés loyaux au roi de Géorgie.
Les relations de Kakhaber avec Bagrat le roi nouvellement couronné de Géorgie occidentale, se détériorent quand le Gouriel s'efforce d'affirmer son autonomie en soutenant la rébellion de son parent Vameq II Dadiani, de Mingrélie. Après la mort de Bagrat en 1478, Kakhaber et Vameq refusent de reconnaître le successeur du roi Alexandre II d'Iméréthie et aide le souverain rival, Constantin II de Géorgie, à s'emparer de l'Iméréthie en 1479. Kakhaber meurt en 1483. Il a comme successeur Georges Ier de Gourie, son seul fils connu né de son mariage avec une certaine Ana, uniquement connue par une inscription sur une icône du monastère de Shemokmedi (en).